# Jilemnice
Jilemnice (pronunție în cehă [ˈjɪlɛmɲɪtsɛ]; în germană Starkenbach) este o comună din districtul Semily din regiunea Liberec din Republica Cehă. Are o populație de aproximativ 5.400 de locuitori. Centrul istoric al orașului este bine conservat și este protejat prin lege ca zonă de monument urban.
Principalul obiectiv turistic al orașului este Castelul Jilemnice. Un alt obiectiv turistic al orașului este biserica Sfântul Laurențiu.

## Diviziuni administrative
Comuna Jilemnice este formată din trei diviziuni administrative (în paranteze populația conform recensământului din 2021):
- Jilemnice (4.526)
- Hrabačov (704)
- Javorek (17)

## Etimologie
Numele său este derivat din cuvântul jilm (ulm) și din adjectivul jilemná, legat de un curs de apă (cu sensul de „apă care curge printre ulmi”).

## Geografie
Jilemnice se află la aproximativ 12 kilometri (7 mi) est de Semily și la 34 kilometri (21 mi) sud-est de Liberec. Se află într-un peisaj deluros de la Poalele Munților Uriași. Cele mai înalte puncte ale comunei sunt versanții dealului Chmelnice aflat la 592 metri (1.942 ft) deasupra nivelului mării și vârful Bubeníkovy vrchy la 588 metri (1.929 ft).
Râul Jizerka curge prin partea de nord a teritoriului comunei. Pârâul Jilemka curge prin oraș și se varsă în Jizerka.

## Istorie

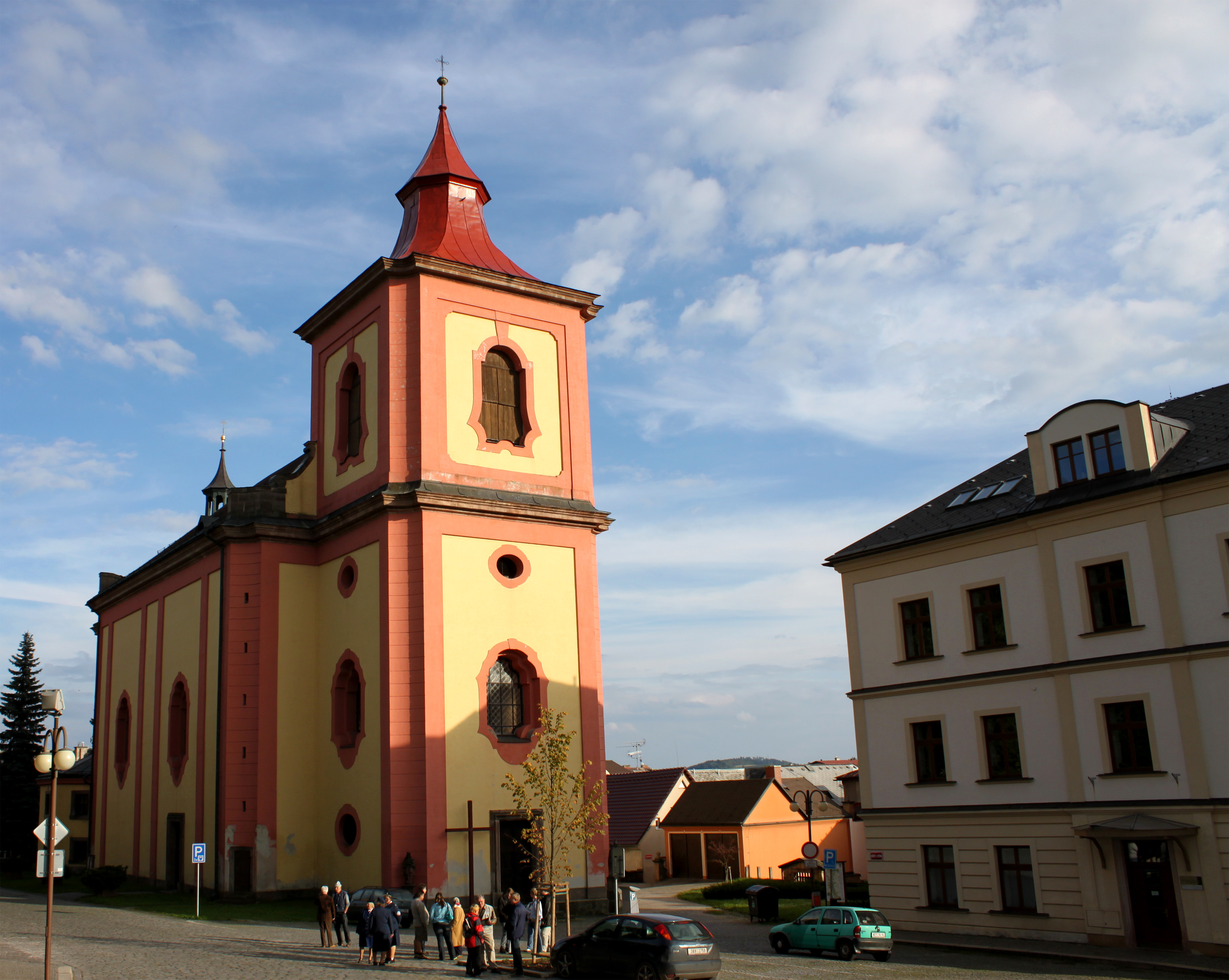
Biserica Sfântul Laurențiu

Prima mențiune scrisă despre Jilemnice este din anul 1350.
Jilemnice a fost fondat probabil în anii 1320 ca centru economic al unei întinse moșii Štěpanice deținută de familia Waldstein. Planul obișnuit al centrului istoric indică faptul că orașul a fost probabil întemeiat pe un câmp verde. Datorită poziției sale izolate, orașul s-a dezvoltat într-un ritm mai lent decât alte orașe. Cu toate acestea, izolarea sa a protejat ani de zile orașul de pagube grave provocate de războaie. Dezvoltarea orașului a fost și mai restrânsă din 1492, când familia Waldstein a împărțit moșia în două părți.
În secolele al XV-lea și al XVI-lea, principalele activități economice au fost exploatarea minereurilor și producția de pânză. În timpul Războiului de Treizeci de Ani, orașul a fost incendiat de armata suedeză, iar după război, orașul nu a reușit să-și revină.
În anul 1701, ambele părți ale moșiei au fost achiziționate și comasate de familia nobiliară Harrach⁠(d). După aceea, Jilemnice a început să prospere din nou. Politica economică progresivă a familiei Harrach a dus la ridicarea industriei locale de lenjerie la nivel mondial. În prima jumătate a secolului al XIX-lea, industria lenjeriei a scăzut treptat. În 1873 a fost fondată aici Școala Industrială Textilă.
Jilemnice a continuat să se dezvolte în perioada interbelică și a devenit o stațiune turistică, dar Al Doilea Război Mondial a avut un impact negativ asupra economiei și turismului. După război, economia orașului s-a axat către industriile de inginerie și alimentară.

## Economie

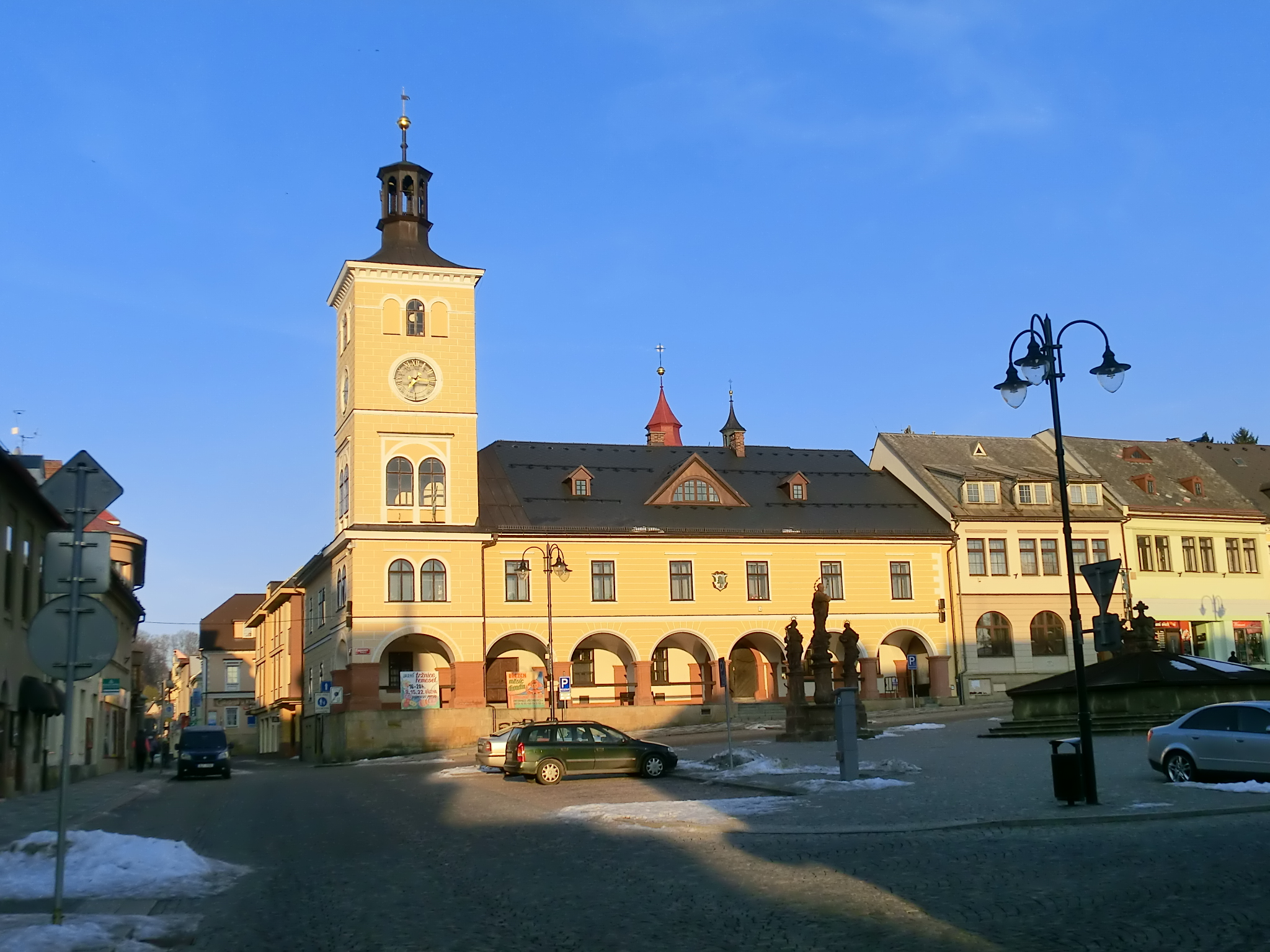
Primăria

Cel mai mare angajator industrial cu sediul în oraș este filiala cehă a companiei Devro⁠(d), un producător de carcase din colagen pentru produse alimentare. Din sectorul serviciilor, cel mai important angajator este spitalul local.

## Transporturi
Prin oraș trece drumul I/14 dinspre Liberec spre Trutnov.
Jilemnice este situat pe linia de cale ferată Jablonec nad Jizerou⁠(d) – Martinice v Krkonoších⁠(d).

## Obiective turistice

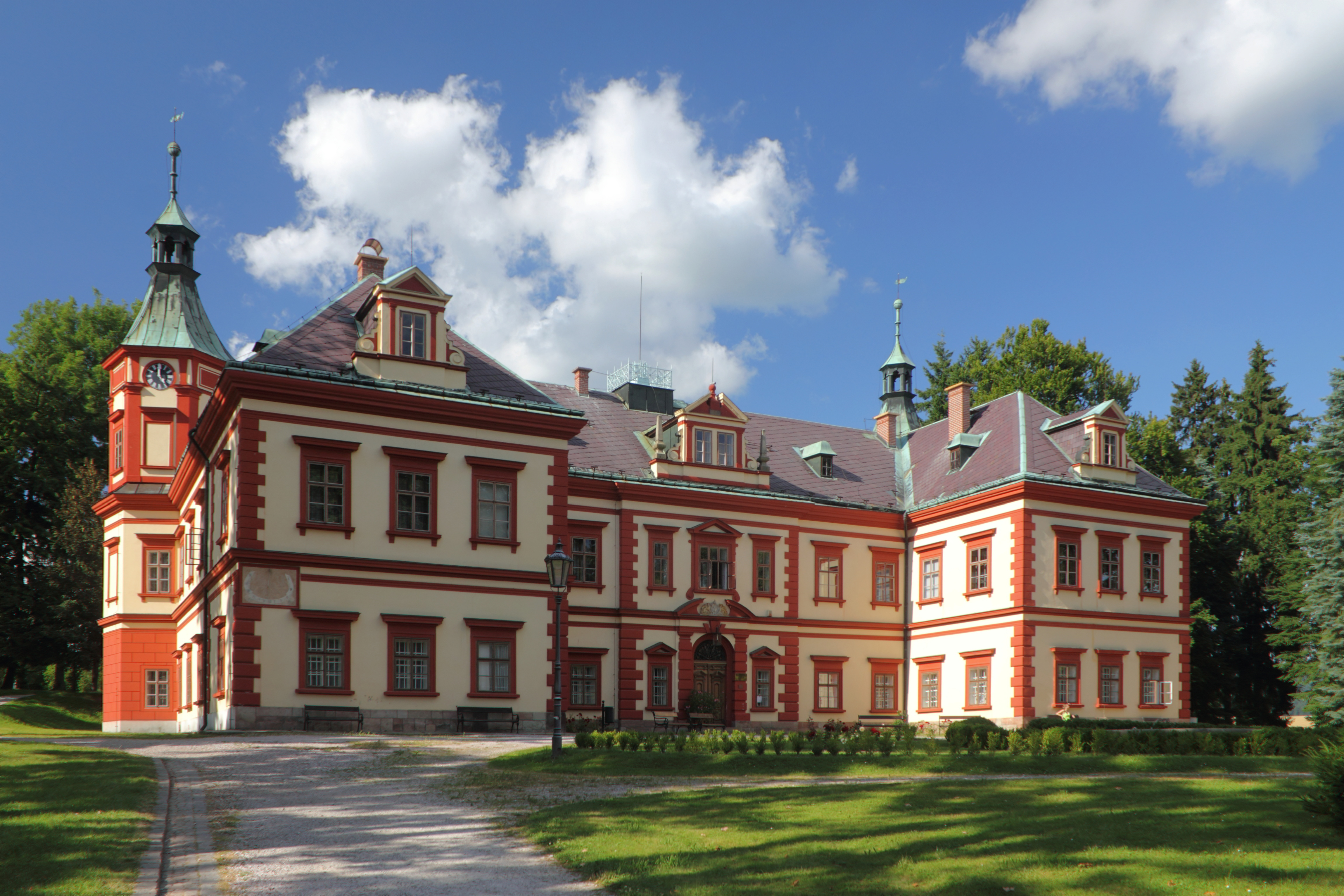
Castelul Jilemnice

Principalul obiectiv turistic al orașului este Castelul Jilemnice. Este o clădire renascentistă din secolul al XVI-lea, construită în locul unei foste cetăți. Între 1714 și 1895, a fost reconstruit treptat în forma sa actuală. Astăzi găzduiește Muzeul Munților Uriași.
Biserica Sfântul Laurențiu este una dintre cele mai valoroase clădiri din Jilemnice. Biserica a fost construită în stil baroc în anii 1729–1735.

## Persoane notabile
- František Pošepný⁠(d) (1836–1895), geolog
- Jan Weiss⁠(d) (1892–1972), scriitor
- Jaroslav Havlíček⁠(d) (1896–1943), scriitor
- Josef Jan Hanuš⁠(d) (1911–1992), pilot al celui de-Al Doilea Război Mondial
- Jakub Hlava⁠(d) (născut în 1979), săritor cu schiurile
- Aleš Vodseďálek⁠(d) (născut în 1985), schior de combinată nordică
- Eva Puskarčíková⁠(d) (născută în 1991), biatletă[16]

## Orașe înfrățite
Jilemnice este înfrățit cu:
- Świebodzice, Polonia
- Świeradów-Zdrój, Polonia